# La Poly Normande 2022
La Poly Normande 2022, quarantaduesima edizione della corsa, valevole come evento dell'UCI Europe Tour 2022 categoria 1.1 e come tredicesima della Coppa di Francia 2022, si è svolta il 14 agosto 2022 su un percorso di 168,9 km, con partenza da Avranches e arrivo a Saint-Martin-de-Landelles, in Francia. La vittoria fu appannaggio del francese Franck Bonnamour, il quale completò il percorso in 3h47'42", alla media di 44,506 km/h, precedendo l'italiano Lorenzo Rota e il connazionale Anthony Turgis.
Sul traguardo di Saint-Martin-de-Landelles 78 ciclisti, dei 121 partiti da Avranches, portarono a termine la competizione.

## Squadre e corridori partecipanti
| N.    | Cod. | Squadra                  |
| ----- | ---- | ------------------------ |
| 1-7   | GFC  | Groupama-FDJ             |
| 11-17 | ACT  | AG2R Citroën Team        |
| 21-27 | COF  | Cofidis                  |
| 31-37 | IWG  | Intermarché-Wanty-Gobert |
| 41-47 | ARK  | Team Arkéa-Samsic        |
| 51-57 | LTS  | Lotto Soudal             |
| 61-67 | IPT  | Israel-Premier Tech      |
| 71-77 | TEN  | TotalEnergies            |
| 81-87 | BBK  | B&B Hotels-KTM           |

| N.      | Cod. | Squadra                          |
| ------- | ---- | -------------------------------- |
| 91-97   | BWB  | Bingoal Pauwels Sauces WB        |
| 101-107 | AUB  | St Michel-Auber 93               |
| 111-117 | TIS  | Tarteletto-Isorex                |
| 121-127 | BEB  | Bolton Equities Black Spoke      |
| 131-137 | GRL  | Go Sport-Roubaix Lille Métropole |
| 141-147 | TUD  | Tudor Pro Cycling Team           |
| 151-157 | UNA  | Team U Nantes Atlantique         |
| 161-167 | NMC  | Nice Métropole Côte d'Azur       |
| 171-177 | GLC  | Global 6 Cycling                 |

## Ordine d'arrivo (Top 10)
| Pos. | Corridore         | Squadra     | Tempo    |
| ---- | ----------------- | ----------- | -------- |
| 1    | Franck Bonnamour  | B&B         | 3h47'42" |
| 2    | Lorenzo Rota      | Intermarché | s.t.     |
| 3    | Anthony Turgis    | TotalEnerg. | s.t.     |
| 4    | Guillaume Martin  | Cofidis     | s.t.     |
| 5    | Clément Venturini | AG2R        | s.t.     |
| 6    | Arnaud De Lie     | Lotto       | a 23"    |
| 7    | Jenthe Biermans   | Israel      | a 24"    |
| 8    | Julien Simon      | TotalEnerg. | s.t.     |
| 9    | Lennert Teugels   | Tarteletto  | s.t.     |
| 10   | Aaron Gate        | Bolton      | s.t.     |